# Circondario di Kulmbach
Il circondario di Kulmbach è un circondario della Baviera, nel distretto governativo dell'Alta Franconia.

## Città e comuni
(Abitanti il 31 dicembre 2023)
| Comuni del circondario | Città 1. Kulmbach(26 052) 2. Kupferberg (1 070) 3. Stadtsteinach (3 183) | Comuni 1. Grafengehaig (839) 2. Guttenberg (467) 3. Harsdorf (955) 4. Himmelkron (3 445) 5. Kasendorf (2 469) 6. Ködnitz (1 503) 7. Ludwigschorgast (1 000) 8. Mainleus (6 545) 9. Marktleugast (3 090) 10. Marktschorgast (1 399) 11. Neudrossenfeld (3 746) 12. Neuenmarkt (2 971) 13. Presseck (1 715) 14. Rugendorf (963) 15. Thurnau (4 111) 16. Trebgast (1 561) 17. Untersteinach (1 789) 18. Wirsberg (1 893) 19. Wonsees (1 190) |